# Monastery Nunatak
Monastery Nunatak är en nunatak i Antarktis. Den ligger i Östantarktis. Nya Zeeland gör anspråk på området. Toppen på Monastery Nunatak är 2 049 meter över havet, eller 94 meter över den omgivande terrängen. Bredden vid basen är 5,6 km.
Terrängen runt Monastery Nunatak är varierad, och sluttar österut. Trakten är obefolkad. Det finns inga samhällen i närheten. 